# フィンレイソンリス
フィンレイソンリスは、ネズミ目リス科ハイガシラリス属に属する哺乳類。カンボジア、ラオス、ミャンマー、タイ、ベトナムなどの東南アジアに分布する。

## 形態
頭胴長が約20cm、尾長が約20cm、体重が250-350gになる。毛色は変異に富み、ベージュ、黒、白、茶、グレーが存在する。原産地では13種 - 17種の亜種（variable Squirrel（変色種））が確認されている。なぜ亜種に変色種が出てくるかは解明されていない。頬袋はなく、アリクイ目のような長い舌をしている。これは蜜やココナッツに穴を開けて汁を吸うために使う。

## 生態
樹皮や樹液、種子や果実、花や新芽といった植物を主に食べる。まれに昆虫やキノコも食べる。
特徴として、性格は好奇心がある反面警戒心が異常に強い。クールな性格の個体が多い。人に寄ってくる個体もあるが臆病なので体を触らせることはない。希に手乗りになっている個体もあるようだ。
寿命は野生で7年、飼育下では12年ほどになる。野鳥などと比べて飼育下においてリスは長生きをする。栄養ある食べ物を常時摂取でき、危険がないからであろう。飼育下では、栄養バランスがいいせいか美しい毛並みになる個体が多い。

## 人間との関わり
日本ではペットとして飼われていた事があったが、2005年に未判定外来生物に指定されて以降、個体の輸入は皆無であるとされる。ただし、指定以前に輸入された個体は個人で飼育されているほか、動物園でも飼育されている。具体的には、埼玉県こども動物自然公園で飼育されている。2013年9月、特定外来生物に指定された。
国内での定着事例は確認されていないが、静岡県浜松市で本種もしくは本種とクリハラリスの雑種の可能性があるリスが見つかっている。
飼う場合は、縦長の大きなケージと木箱の巣が必要である。スペースがないとケージの中で後方転回をして運動するようになる。餌などを食べるための行動はほとんど朝と夕方に限られ昼間は休んでいる。夜行性ではない。適温は30度前後。10度以下では生存できない。
また、シンガポールの街中に現れていたり、南イタリアでペットが逃げて外来種として現地で野生化したものがある。タイのアユタヤ日本人町の跡地にできた公園に餌付けされた野生を朝や夕方に観察できる。